# Pelexia orthosepala
Pelexia orthosepala là một loài thực vật có hoa trong họ Lan. Loài này được (Rchb.f. & Warm.) Schltr. mô tả khoa học đầu tiên năm 1920.